# Orgel der Marienkirche Danzig

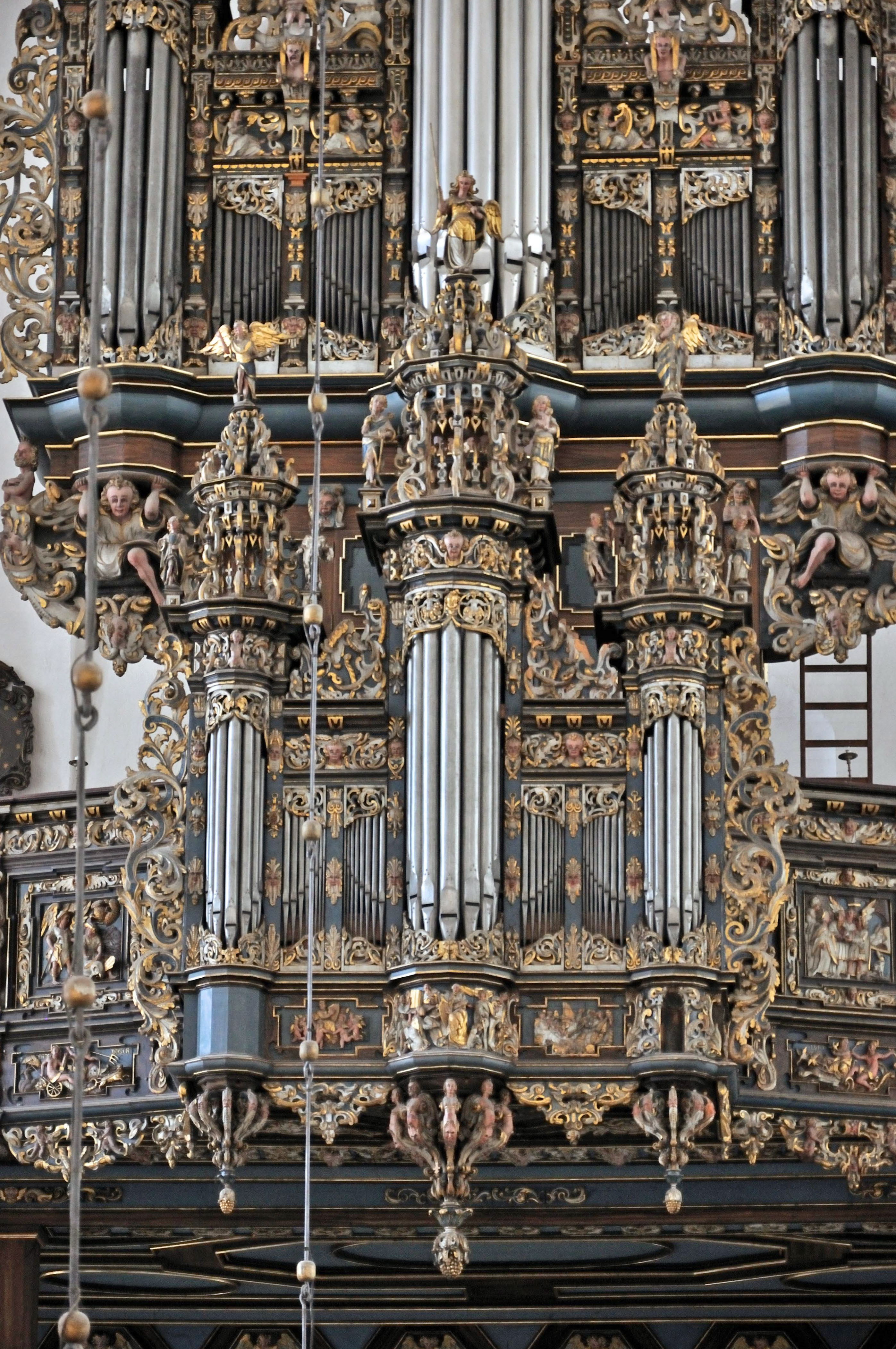
Rückpositiv mit reichem Schnitzwerk

Die Orgel der Marienkirche in Danzig ist eine rekonstruierte Renaissance-Orgel, die 1982–1985 von den Gebrüdern Hillebrand gebaut wurde. Sie hat 46 Register mit drei Manualen und Pedal. Die Vorgängerinstrumente bis 1945 gehörten zu den bedeutendsten im Ostseeraum.

## Historische Orgeln

### Erste Orgeln
Die Danziger Marienkirche war eine der bedeutendsten Kirchen des Ostseeraums und auch ihre Hauptorgel war eine der größten bis 1945.
Für 1385 ist die älteste Erwähnung eines Organisten (magister organista) an der Marienkirche erhalten. 1475 wurden neben der großen Orgel auf der Westempore auch Orgelpositive in der Reinholds- und der Allerheiligenkapelle erwähnt.
In den Jahren 1509 und 1510 baute Blasius Lehmann aus Bautzen eine neue große Orgel im Hauptschiff mit 1926 Pfeifen für 3800 Mark. Das bisherige Instrument setzte er über den Eingang zur Allerheiligenkapelle um. 1522 baute Hans Hauck eine weitere Orgel auf der Sängerempore über der Sakristei. 1523 schuf wiederum Blasius Lehmann eine weitere über der Reinholdskapelle. Damit bestanden zu dieser Zeit mindestens vier Orgeln in der Marienkirche, eventuell sogar noch eine über der Dorotheenkapelle von Lehmann.

### Anthoni-Orgel von 1585
Bereits 1583 begann Julius Anthoni (Friese) mit dem Bau einer neuen Orgel im Hauptschiff, die nach einem tödlichen Unfall dann 1585 von seinem Gehilfen Johann Koppelmann fertiggestellt wurde. Der Orgelprospekt war im niederländischen Renaissancestil vom Zimmermann Stephan Kelch und dem Bildschnitzer Leo Wiegk geschaffen worden. Er hatte drei Türme mit dazwischenliegenden Feldern. Das Instrument war mit 53 Registern damals eine der größten im Ostseeraum. Die Orgelforscher Werner Renkewitz und Jan Janca konnten eine mögliche Disposition rekonstruieren. Wahrscheinlich bestand die Orgel ausschließlich aus Metallpfeifen, da Holzpfeifen in dieser Zeit noch nicht gebräuchlich waren.
Georg Nitrowski besserte 1673 mit seinem Sohn Andreas und Johann Balthasar Held die komplette Windlade und das Pfeifenwerk aus. Die 26fache Mixtur wurde beseitigt. Von 1734 bis 1735 führte Andreas Hildebrandt weitere Reparaturen durch. 
Von 1758 bis 1760 wurde durch Friedrich Rudolf Dalitz eine Generalüberholung durchgeführt. Dabei wurden einige Register umgesetzt und einige neu benannt, die Spiel- und die Registriertrakturen wurden überholt und die Tasten der Manualklaviatur ausgetauscht. Auch der Prospekt wurde ausgebessert, in welchem Umfang und ob er möglicherweise nach dem alten Vorbild völlig neu errichtet wurde, ist unklar.
Von 1777 bis 1778 baute Friedrich Rudolf Dalitz eine neue Chororgel auf der Sängerempore. Dafür nutzte er Material des vorherigen Instruments, sowie der Positive über den Eingängen zur Reinholds- und zur Allerheiligenkapelle. Diese hatte 23 Register auf einem Manual und Pedal. Der Prospekt bestand aus fünf Türmen mit Engelsfiguren und zwei Zimbelsternen.

### Terletzki-Orgel von 1891
1891 baute die Firma August Terletzki aus Elbing ein neues Instrument mit pneumatischer Traktur und 56 Registern. Dafür wurden die Pfeifen im Rückpositiv und im Brustwerk mit Ausnahme der Prospektpfeifen entfernt. Es wurden mehr Grundtonregister als Obertonregister im romantischen Klangbild jener Zeit verwendet.
1895 erweiterte der Danziger Orgelbauer Otto Heinrichsdorf die Chororgel auf der Sängerempore um ein zweites Manual mit fünf Registern und baute eine pneumatische Traktur mit einer veränderten Intonation ein. Auf Grund mangelnder Pflege verfiel dieses Instrument bald.
Nach Änderungen der Intonation der Hauptorgel 1931 durch Josef Goebel führte Emanuel Kemper aus Lübeck 1935 einen umfassenden Umbau dieses Instruments durch. Er setzte wieder Pfeifen in das Rückpositiv und das Brustwerk und erweiterte die Anzahl der Register auf 88 mit einer veränderten Intonation.
Um 1938 baute die Kemper eine neue Chororgel im alten Prospekt mit 32 Registern und zwei Manualen, ebenfalls in neobarocker Intonation. Durch ein elektrisches Kabel wurden beide Instrumente miteinander verbunden und konnten vom Spieltisch der großen Orgel gemeinsam gespielt werden. Mit 120 Registern und 8172 Pfeifen waren beide zusammen damit die größte Orgel im Ostseeraum.
Im März 1945 wurde die große Orgel bei einem Brand zu wesentlichen Teilen zerstört, die Chororgel vollständig. 1961 wurde eine elektronische Orgel von Polen aus den USA für die Marienkirche gespendet.

## Friese-Hillebrand-Orgel von 1985

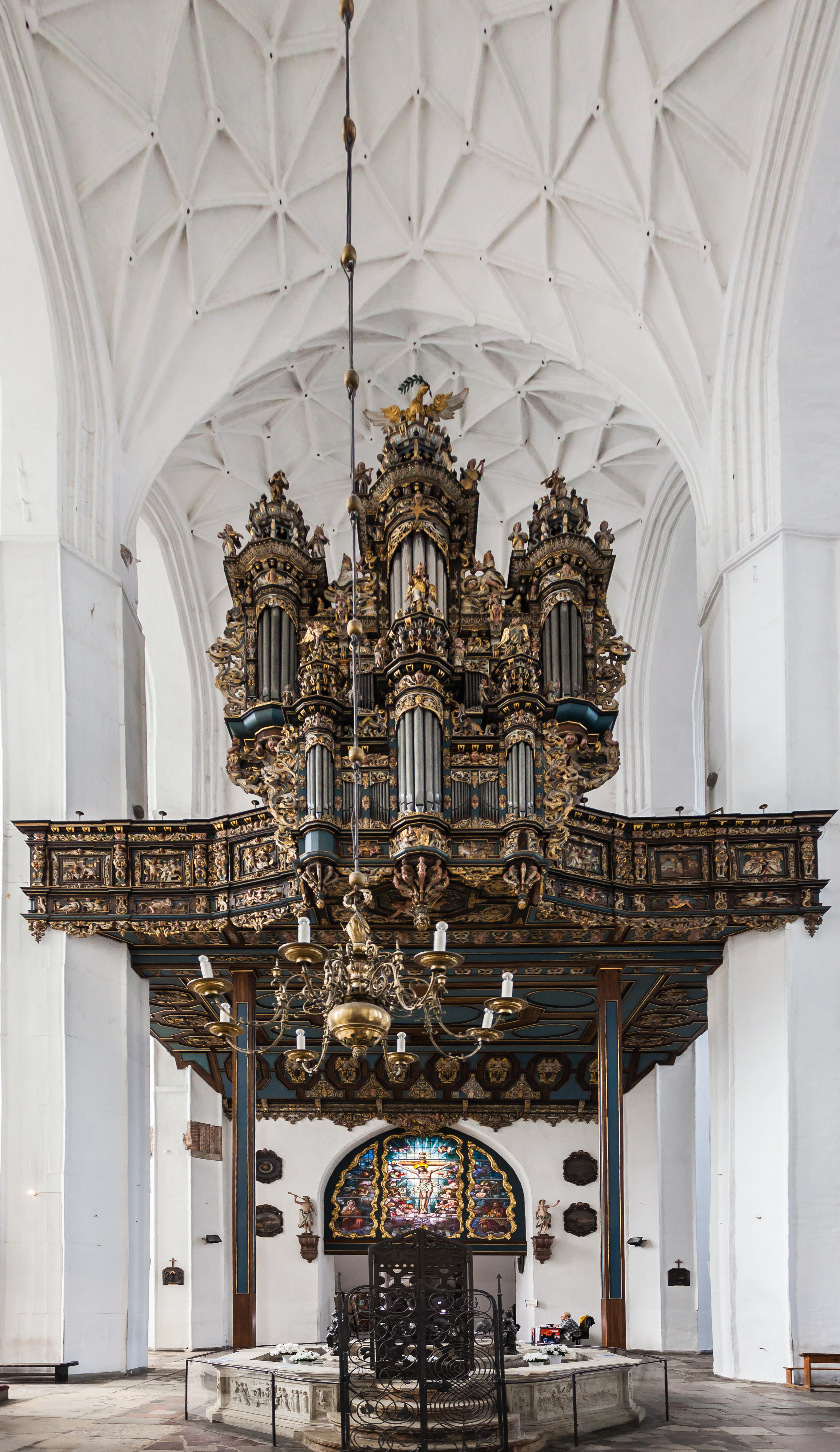
Heutige Orgel

1979 wurde der erhaltene Prospekt der Renaissance-Orgel der Johanneskirche in die Marienkirche gesetzt. Er war durch rechtzeitige Einlagerung im Krieg weitgehend unbeschädigt geblieben. Die Orgel war von 1625 bis 1629 von Merten Friese, dem Sohn von Julius Anthoni Friese, gebaut worden. Durch Spendenmittel, die von einem Förderverein in Deutschland gesammelt wurden, konnte diese Orgel in der historischen Disposition in den Jahren von 1982 bis 1985 durch die Firma Gebrüder Hillebrand aus Altwarmbüchen rekonstruiert werden. Die meisten historischen Prospektpfeifen waren erhalten. Im Sinne des Werkprinzips klingen die Prinzipalregister des Hauptwerks und des Rückpositivs deutlich unterschiedlich.
Die 46 Register verteilen sich auf drei Manuale und Pedal, die Trakturen sind mechanisch.
Die Disposition ist
| I Rückpositiv CD–d3 |             |       |
| 01.                 | Prinzipal   | 08′   |
| 02.                 | Gedackt     | 08′   |
| 03.                 | Quintadena0 | 08′   |
| 04.                 | Oktave      | 04′   |
| 05.                 | Rohrflöte   | 04′   |
| 06.                 | Nasat       | 2 ⁄3′ |
| 07.                 | Oktave      | 02′   |
| 08.                 | Waldflöte   | 02′   |
| 09.                 | Scharff V   |       |
| 10.                 | Zimbel IV   |       |
| 11.                 | Trompete    | 08′   |
| 12.                 | Dulzian     | 08′   |

| II Hauptwerk CD–d3 |                  |       |
| 13.                | Prinzipal        | 16′   |
| 14.                | Oktave           | 08′   |
| 15.                | Hohlflöte        | 08′   |
| 16.                | Spillpfeife      | 08′   |
| 17.                | Oktave           | 04′   |
| 18.                | Spillflöte       | 04′   |
| 19.                | Quinte           | 2 ⁄3′ |
| 20.                | Oktave           | 02′   |
| 21.                | Sesquialtera II0 |       |
| 22.                | Mixtur VII       |       |
| 23.                | Trompete         | 16′   |

| III Brustwerk CD–d3 |               |        |
| 24.                 | Gedackt       | 08′    |
| 25.                 | Traversflöte0 | 08′    |
| 26.                 | Prinzipal     | 04′    |
| 27.                 | Gedackt       | 04′    |
| 28.                 | Spitzflöte    | 04′    |
| 29.                 | Terz          | 1 3⁄5′ |
| 30.                 | Quinte        | 1 ⁄3′  |
| 31.                 | Sifflöte      | 01′    |
| 32.                 | Regal         | 08′    |
| 33.                 | Schallmey     | 04′    |

| Pedal C–f1 |              |        |
| 34.        | Prinzipal    | 16′    |
| 35.        | Subbas       | 16′    |
| 36.        | Oktave       | 08′    |
| 37.        | Gedackt      | 08′    |
| 38.        | Quinte       | 5 1⁄3′ |
| 39.        | Oktave       | 04′    |
| 40.        | Quintade     | 04′    |
| 41.        | Bauernflöte0 | 01′    |
| 42.        | Mixtur V     |        |
| 43.        | Posaune      | 32′    |
| 44.        | Posaune      | 16′    |
| 45.        | Trompete     | 08′    |
| 46.        | Cornett      | 04′    |

- Koppeln: I/II, III/II, I/P, II/P, III/P
- Spielhilfen: Tremulant I, Tremulant für die ganze Orgel, Zimbelstern
- Traktur: Mechanische Spieltraktur, mechanische Registertraktur, mechanische Schleifladen
- gleichstufig temperierte Stimmung
- Kammerton a1= 440 Hz